# Procambarus adani
Procambarus adani — вид прісноводних десятиногих ракоподібних родини Cambaridae. Описаний у 2021 році.

## Назва
Вид названо на честь Адана Енріке Гомеса-Гонсалеса.

## Поширення
Ендемік Мексики. Виявлений у печері Сотано-де-Луча на межі штатів Чіапас та Оахака.

## Опис
Тіло майже непігментоване, білясте з дрібними помаранчевими крапками на спинці. Очі зменшені, без рогівки та зорових пігментів.